# Preti (cognome)
Preti è un cognome di lingua italiana.

## Varianti
De Predis, De Pretis, Del Prete, Lo Presti, Lo Presto, Lo Prete, Loprete, Pregianni, Preite, Presta, Prestandrea, Presti, Prestia, Prestianni, Prestidonato, Prestieri, Prestifilippo, Prestigiacomo, Prestigiovanni, Prestileo, Prestipino, Presto, Prestopino, Prete, Pretegiani, Pretegianni, Prevato, Preve, Prevedel, Prevedello, Prever, Prevete, Preveti, Previ, Previati, Previato, Previtale, Previtali, Previte, Previtera, Previteri, Previtero, Previti, Previto, Pristipino, Privitelli, Privitera, Priviteri, Provedel, Proviteri.

## Origine e diffusione
Cognome tipicamente panitaliano, è presente prevalentemente in Italia settentrionale.
Potrebbe derivare dal mestiere di prete; è quindi affine a cognomi quali Iacono, Papa, Parlato, Sacerdote e Vescovo.
Le varianti Preve, Prevedel, Prevedelli e Prevato sono venete; Prete è meridionale; Preite è pugliese; Presti è calabrese e siciliano.

## Persone
- Girolamo Preti (1582 ca-1626) – poeta italiano marinista
- Giulio Preti (1911-1972) – filosofo e accademico italiano
- Giuseppe Preti (...–...) – calciatore italiano, di ruolo difensore